# Raynard Mouton
Raynard Mouton (ur. 13 grudnia 1978) – południowoafrykański zapaśnik walczący w stylu klasycznym.
Zajął dziewiętnaste miejsce na mistrzostwach świata w 1999. Brązowy medalista igrzysk afrykańskich w 1999. Wicemistrz Afryki w 1998 i mistrzostw Wspólnoty Narodów w 2005 roku.